# 利索瓦-卡姆揚卡河
利索瓦-卡姆揚卡河（羅馬化：Lisova Kamianka）是烏克蘭北部日托米爾州的河流，並屬於捷捷列夫河的左支流。該河始於诺沃波尔，終於日托米爾，河道全長32公里，流域面積602平方公里。

## 圖片

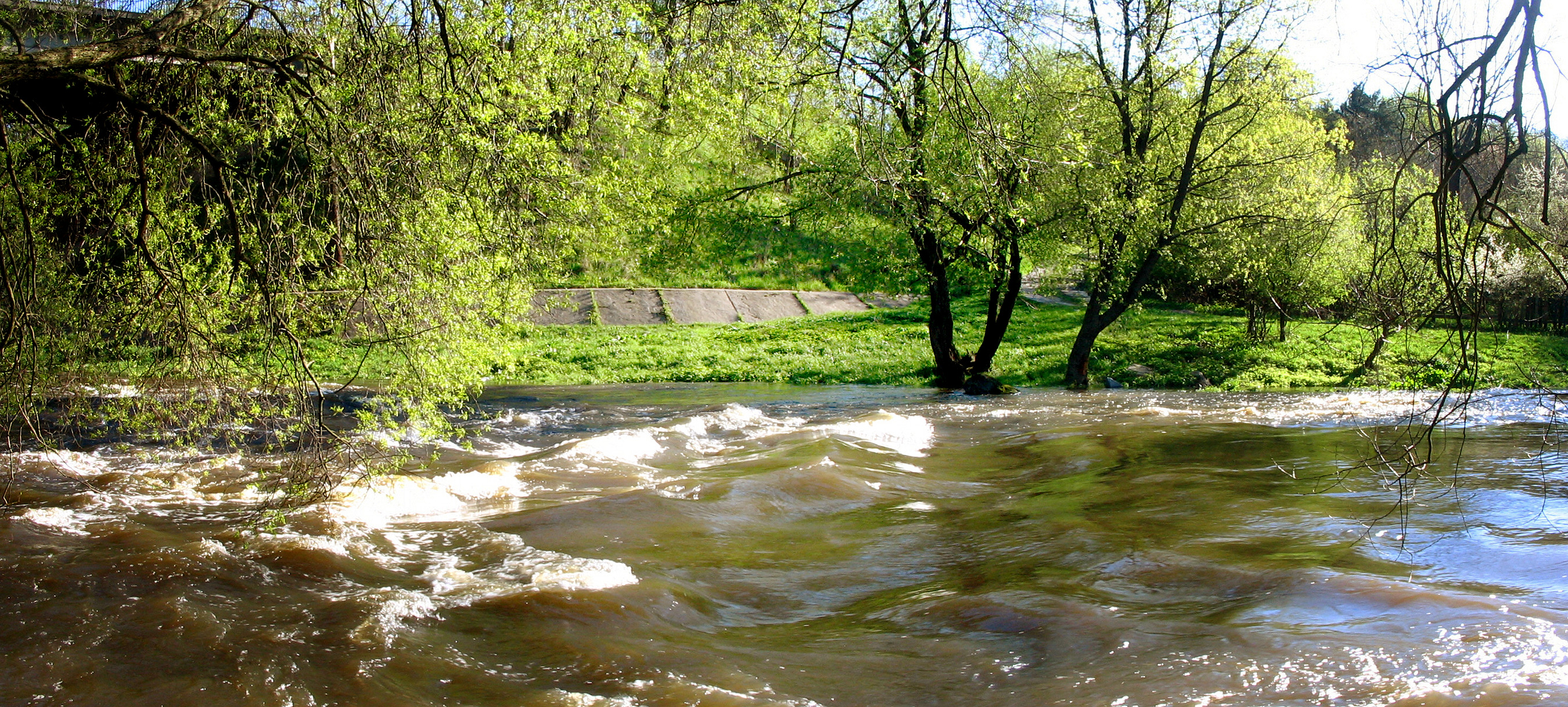
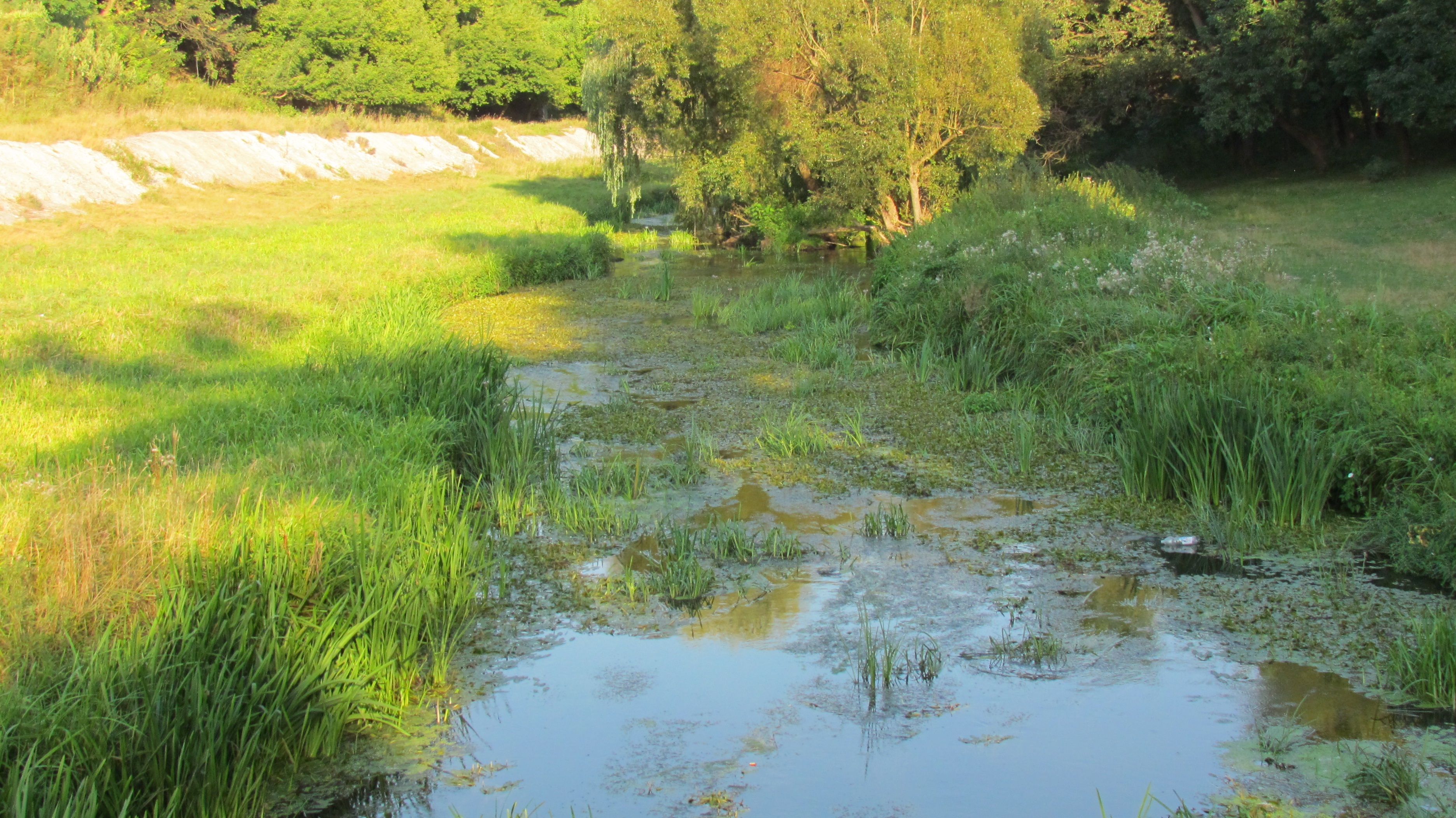
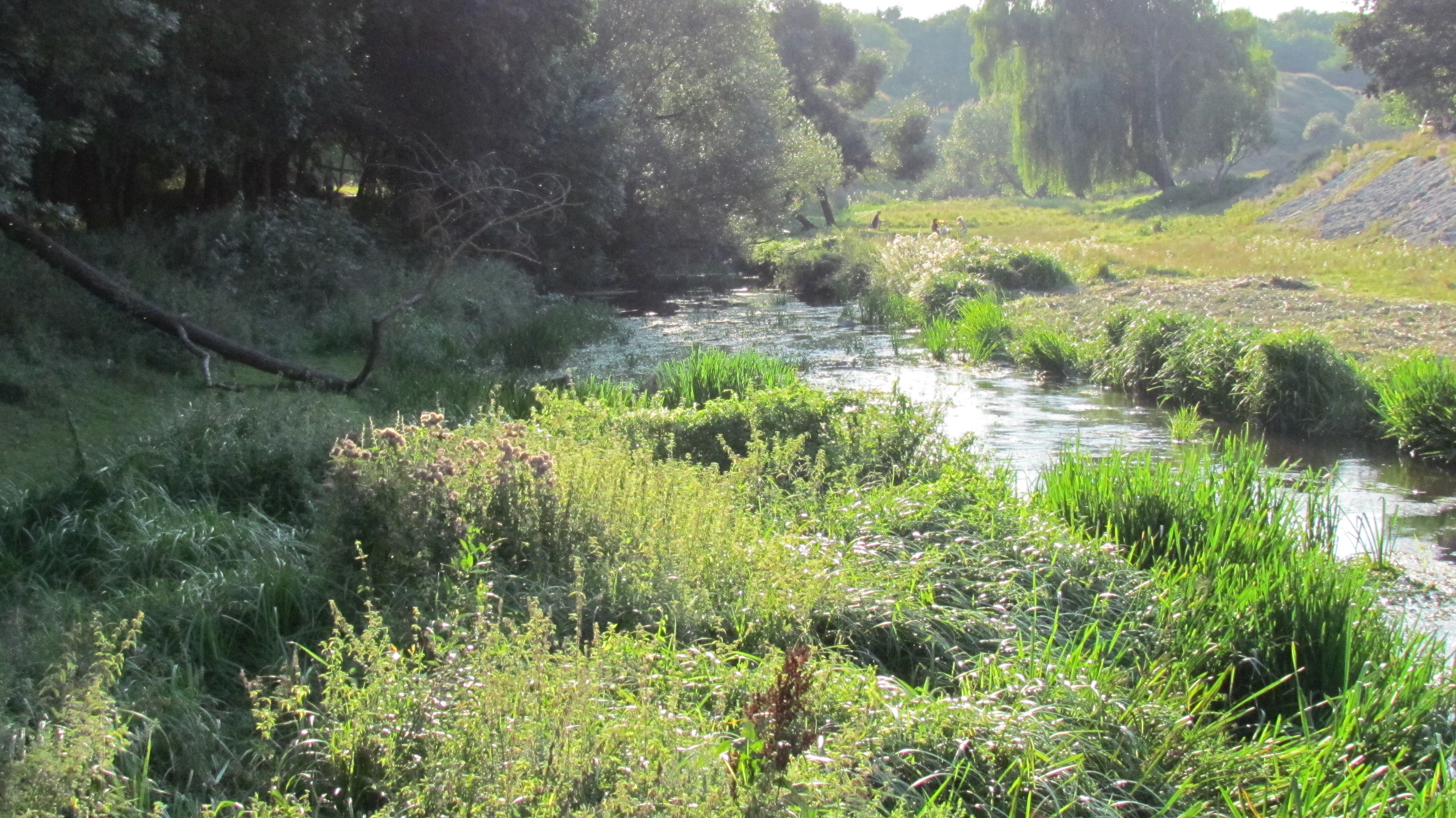
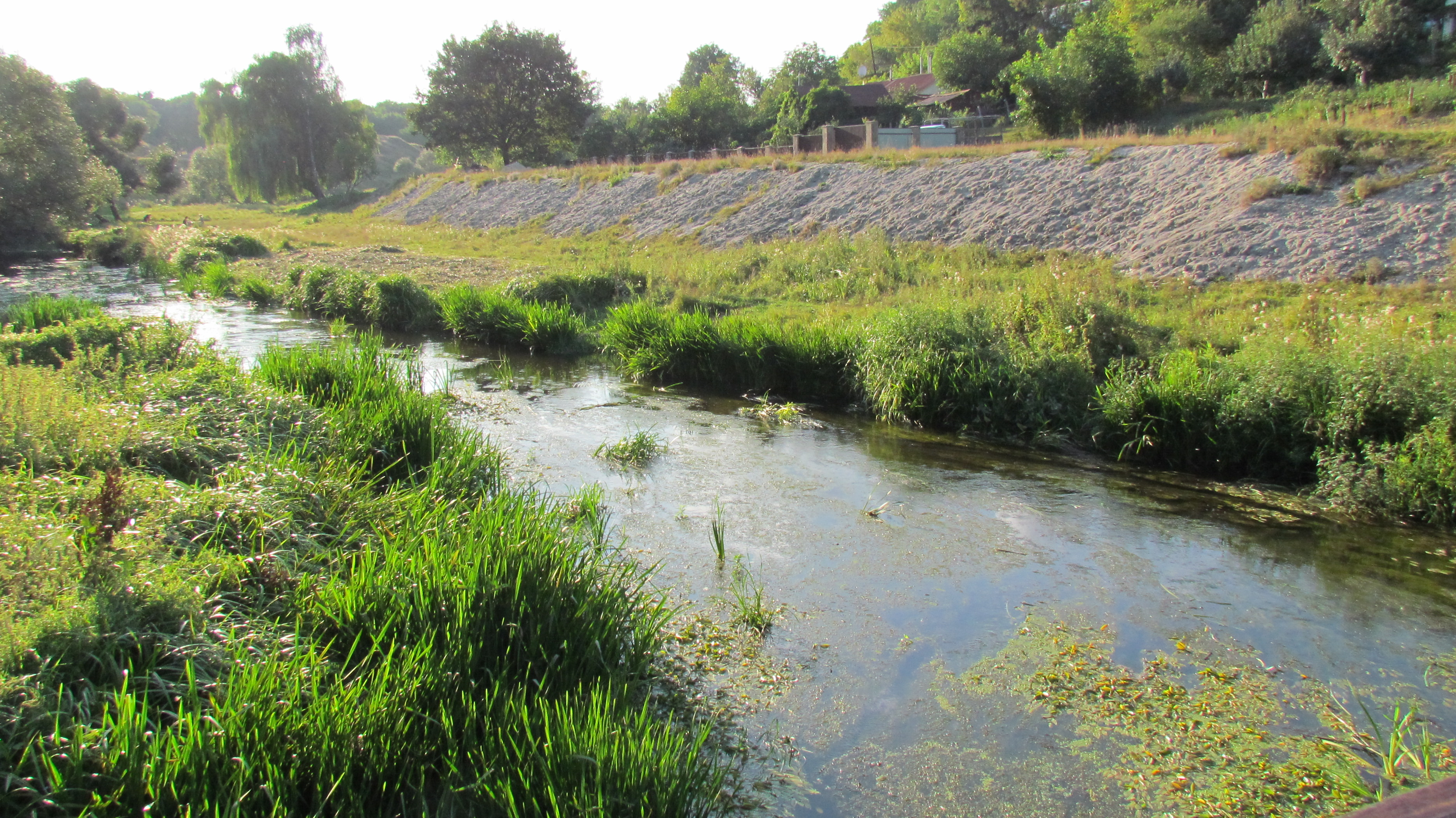